# Musa Audu
Musa Audu (ur. 18 czerwca 1980) – nigeryjski lekkoatleta (sprinter), medalista olimpijski z 2004.
Zdobył srebrny medal w biegu na 400 metrów na mistrzostwach Afryki juniorów w 1997 w Ibadanie, za swym kolegą z reprezentacji Fidelisem Gadzamą. Zajął 6. miejsce w sztafecie 4 × 400 metrów i został zdyskwalifikowany w eliminacjach biegu na 400 metrów na Igrzyskach Wspólnoty Narodów w 2006 w Manchesterze.
Wystąpił w sztafecie 4 × 400 metrów na mistrzostwach świata w 2003 w Paryżu, lecz drużyna nigeryjska biegnąca w składzie: Audu, Bola Lawal, James Godday i Abayomi Agunbiade została zdyskwalifikowana w eliminacjach.
Na igrzyskach afrykańskich w 2003 w Abudży zdobył srebrny medal w tej konkurencji (sztafeta biegła w składzie: Agunbiade, Godday, Lawal i Audu), a w biegu na 400 metrów zajął 6. miejsce. Odpadł w półfinale biegu na 400 metrów na mistrzostwach Afryki w 2004 w Brazzaville.
Na igrzyskach olimpijskich w 2004 w Atenach nigeryjska sztafeta 4 × 400 metrów w składzie: Godday, Audu, Saul Weigopwa i Enefiok Udo-Obong wywalczyła brązowy medal. Na mistrzostwach świata w 2005 w Helsinkach sztafeta 4 × 400 metrów w składzie: Weigopwa, Lawal, Audu i Udo-Obong odpadła w eliminacjach. Wystąpił w biegu eliminacyjnym sztafety 4 × 400 metrów na Igrzyskach Wspólnoty Narodów w 2006 w Melbourne, ale nie wziął udziału w biegu finałowym, w którym nigeryjska sztafeta zajęła 5. miejsce.
Rekordy życiowe:
| Konkurencja        | Data i miejsce               | Wynik |
| ------------------ | ---------------------------- | ----- |
| bieg na 400 metrów | 13 października 2003, Abudża | 45,98 |